# Jod-125
Jod-125 (125I) je radioizotop jodu, používaný v nukleární medicíně a při radioterapii, na léčbu například nádorů prostaty a mozku.
Je to, po jodu-129, druhý nejstabilnější radioizotop jodu.
Přeměňuje se s poločasem 59,49 dne záchytem elektronu na excitovaný stav telluru-125; nejedná se o metastabilní 125mTe, nýbrž o stav s nižší energií, dále se přeměňující vyzářením gama fotonu s maximální energií 35 keV. Část přebytečné energie 125Te se uvolní vnitřní přeměnou, kde uniklé elektrony mají také energie 35 keV, nebo rentgenovým brzdným zářením těchto elektronů a také 21 Augerovými elektrony, které mají energie mezi 50 a 500 elektronvolty. Konečným produktem je stabilní 125Te.
V lékařských využitích nezpůsobují vnitřní přeměna ani Augerovy elektrony větší škody mimo buňky, ve kterých se nacházejí atomy tohoto izotopu. Rentgenové a gama záření má dostatečně nízkou energii, aby se dostala větší dávka do sousedních tkání (podobné využití má i palladium-103).
Vzhledem k poměrně dlouhému poločasu přeměny a nízké energii vyzařovaných fotonů, zjistitelných krystalovými detektory, je 125I vhodný k izotopovému značkování protilátek a v jiných podobných procesech zahrnujících bílkoviny mimo tělo. Tyto vlastnosti jej také činí využitelným pro brachyterapii a při zobrazování v nukleární medicíně, kde se navazují na albumin nebo fibrinogen a mají delší poločas než 123I , potřebný pro diagnostické či laboratorní procedury trvající několik dnů.
Jod-125 lze použít na zobrazování štítné žlázy, kde je ale vhodnější jod-123, protože lépe proniká tkání a má kratší poločas přeměny (13 hodin). 125I se používá na sledování ledvin u pacientů s poruchami jejich funkce. Také má využití při brachyterapii nádorů. Na radioterapeutickou ablaci tkání absorbujících jod, jako je štítná žláza, je vhodnější jod-131, který vydává záření β−.
Při výzkumu imunity rostlin slouží 125I jako radioznačkovač ligandů za účelem určování receptorů, na které se navazují.
125I se vytváří záchytem elektronu z 125Xe, umělého izotopu xenonu, vznikajícího záchytem neutronu ze stabilního 124Xe, s přirozeným výskytem kolem 0,1 %. Vzhledem ke krátkému poločasu je výskyt 125I v přírodě prakticky nulový.

## Výroba
125I vzniká v reaktorech a je dostupný ve velkých množstvích. Vzniká následující dvojicí reakcí:
124Xe (n,γ) → 125mXe (57 s) → 125I (59,4 d)

124Xe (n,γ) → 125gXe (19.9 h) → 125I (59,4 d)
Terč je tvořen přírodním xenonem obsahujícím průměrně 0,0965 molárních % 124Xe, ze kterého vzniká záchytem neutronu 125I. Hromadí se v kapslích ze slitiny zirkonia průchozí pro neutrony za tlaku kolem 10 MPa. Po ozáření terče pomalými neutrony v jaderném reaktoru se vytvoří několik radioizotopů xenonu; pouze 125Xe však vytvoří 125I. Zbylé izotopy se přemění na stabilní formy xenonu nebo na izotopy cesia, z nichž jsou některé, jako například cesium-135 a cesium-137, radioaktivní.
Příliš dlouhé ozařování neutrony není vhodné. Jod-125 má účinný průřez pro záchyt neutronů 900 barnů a po dlouhém ozařování se část 125I přemění na 126I, který podléhá přeměnám beta plus a beta minus s poločasem 12,9 dne, a není tak lékařsky využitelný. Vhodná doba ozáření činí několik dnů. Vzniklý plyn se následně nechá 3 až 4 dny dále přeměňovat, čímž se odstraní nežádoucí radionuklidy s krátkým poločasem a umožní se přeměna vzniklého xenonu-125 (s poločasem 17 hodin) na jod-125.
Izolace radiojodu se provede tak, že se kapsle nejprve ochladí (čímž se na její vnitřní stěně usadí jod) a zbylý xenon se vypustí a obnoví k dalšímu využití. Vnitřní stěny kapsle se propláchnou zředěným roztokem hydroxidu sodného, který vytvoří rozpustné jodidové (I−) a jodnanové (IO−) ionty reakcí odpovídající běžné disproporcionaci halogenů v zásaditých roztocích. Případné atomy cesia přítomné v roztoku se zoxidují a oddělí ve vodě jako cesné ionty (Cs+). Odstranění případných příměsí 135Cs a 137Cs probíhá pomocí iontoměniče, který zamění Cs+ za jiné neradioaktivní kationty. Radiojod zůstane v roztoku jako jodid a jodnan.

## Dostupnost a čistota
Jod-125 je dostupný jako zředěný roztok v hydroxidu sodném, kde se vyskytuje jako jodid nebo jodnan sodný. Měrná aktivita roztoků se pohybuje kolem 11 GBq/ml a specifická aktivita převyšuje 75 GBq/µmol (7,5*1016 Bq/mol). Chemická a radiochemická čistota je vysoká. Velmi dobrá bývá i radionuklidová čistota; určitým příměsím 126I (t1/2 = 12,9 d) se vzhledem k výše uvedenému záchytu neutronů vyhnout nelze. Přípustný obsah 126I (který zkresluje výpočet dávky při brachyterapii) je 0,2 molárních % celkového jodu (zbytek tvoří 125I).

## Vlastnosti radioaktivní přeměny
Podrobný mechanismus přeměny na stabilní tellur-125 zahrnuje několik kroků, kde prvním je záchyt elektronu. Následuje posloupnost deexcitací elektronů, kdy se elektronové díry přesouvají směrem k valenčním orbitalům. Součástí procesu je řada Augerovských přeměn, kde každá navyšuje stupeň ionizace atomu. Záchytem elektronu se vytvoří jádro telluru-125 v excitovaném stavu, který má poločas přeměny 1,6 ns a vyzáří gama foton nebo projde vnitřní přeměnou, kdy se uvolní elektron; tento foton i elektron mají energii 35,5  keV. Poté následuje podobná řada přeměn a nuklid přejde do základního stavu. Během celého procesu se průměrně uvolní 13,3 elektronů (z toho 10,3 Augerových), většinou s energiemi pod 400 eV. Vnitřní přeměna a Augerovy elektrony nezpůsobují výraznější poškození buněk, pokud radionuklid není chemicky navázán na DNA, k čemuž u radiofarmak obsahujících 125I jako radioaktivní značkovač nedochází.
Podobně jako u jiných radioizotopů jodu lze nechtěnému příjmu jodu-125 v těle (především ve štítné žláze) zamezit podáním stabilního jodu-127 ve formě jodidu; obvykle jde o jodid draselný (KI). Preventivní podávání KI bez lékařského dohledu ovšem může narušit běžnou funkci štítné žlázy.